# بژوزووو-چاره
بژوزووو-چاره (به لهستانی:  Brzozowo-Czary) یک روستا در لهستان است که در گمینا جژگووو واقع شده‌است.